# Allora
Allora este un gen de fluturi din familia Hesperiidae. 

## Specii
- Allora doleschallii Felder, 1860
- Allora major (Rothschild, 1915)